# ケージカップ

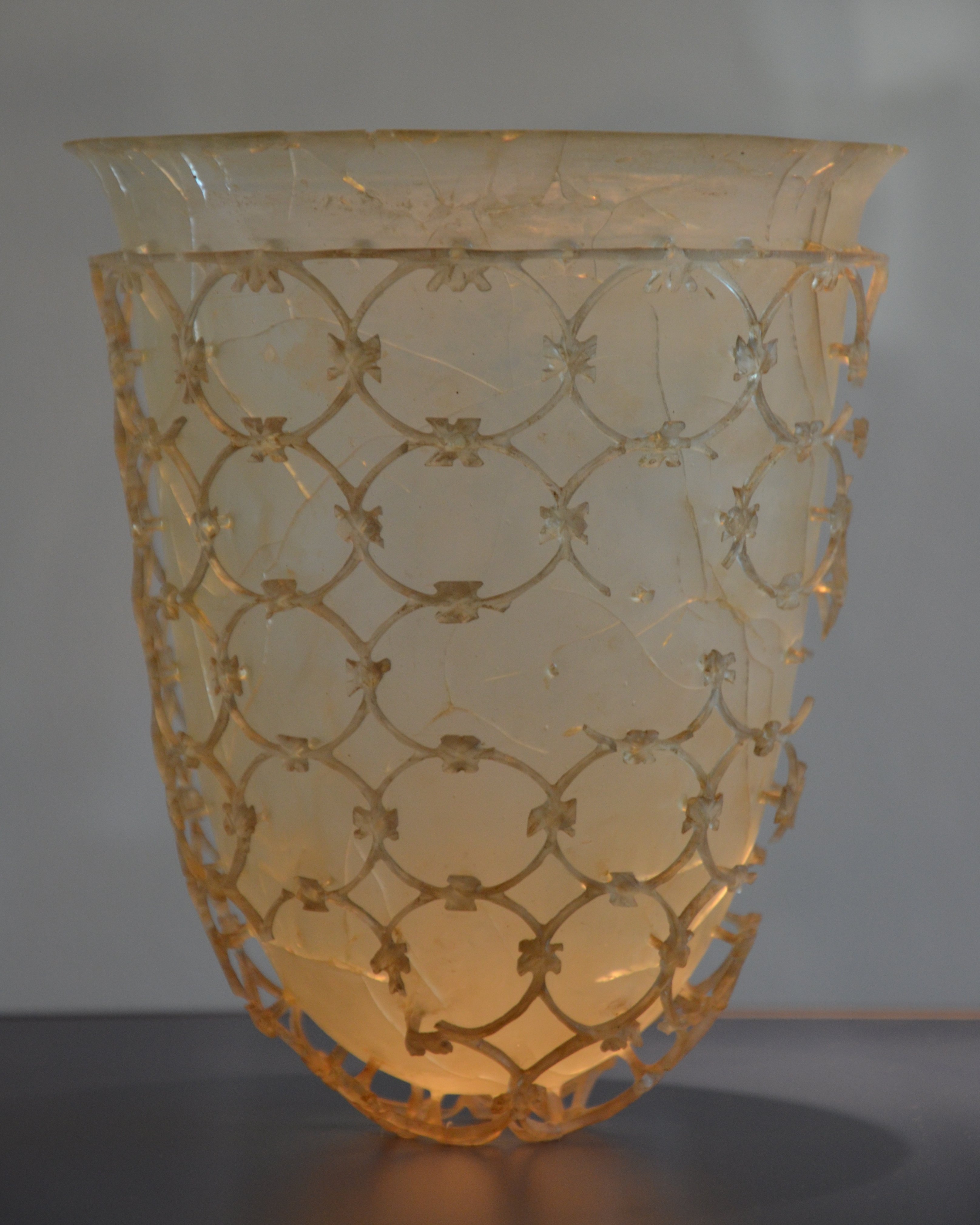
典型的なケージカップ

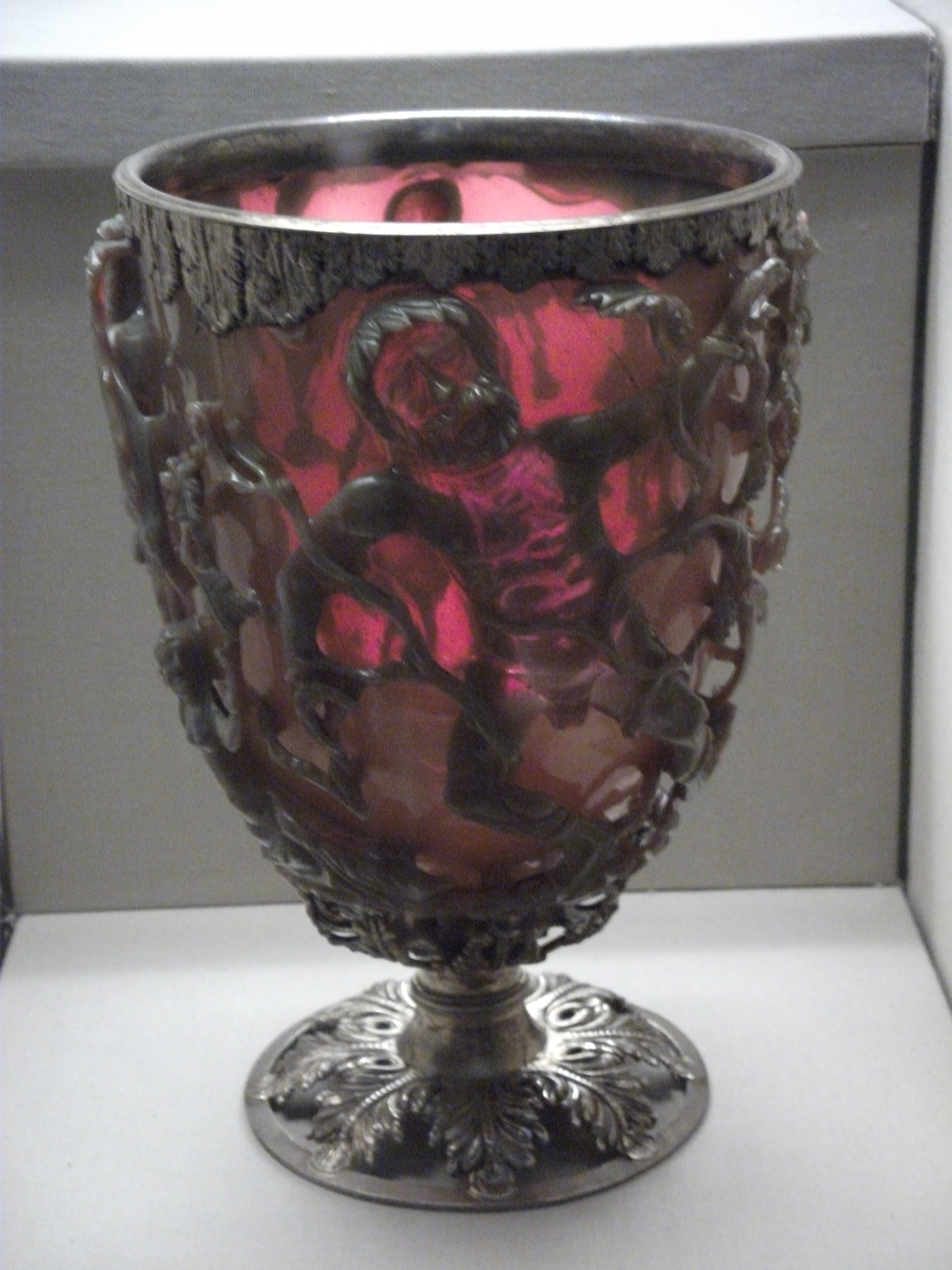
ケージカップの一種であるリュクルゴスの聖杯

ミラノのケージカップ、4世紀に製造されたと推定

ケージカップとは籠上状の装飾が施されたガラスの杯。

## 概要
籠状の装飾が施されている。

## 由来
ローマ時代に製造された。現在では大英博物館など各地の博物館にて展示される。

## 製法
切削法や消失型鋳造法等、複数の製造法の説がある。有力なのは石膏で装飾が施された部分の型を作ってから溶融したガラスの塊を加圧して成型する手法である。高度な装飾が施されており現代の技術でも再現の困難なものもある。

## 参考書籍
「世界ガラス工芸史」中山公男監修、美術出版社、2000年